# Serie A 1940-1941 (pallacanestro femminile)
Il campionato di pallacanestro femminile 1941 è stato il dodicesimo organizzato in Italia.
È stato vinto dal GUF Napoli, al primo titolo, primo di una squadra del Sud Italia.
Con Comunicato Ufficiale del 18 febbraio 1941 la F.I.P. divise le società iscritte al campionato in due gironi annunciando successivamente l'inizio al 2 marzo 1941:

## Girone A
Squadre partecipanti:
- A.S. Ambrosiana Inter, Milano
- Pol. Fascista Giordana Genova
- G.U.F. Firenze
- S.A.S.-G.U.F., Napoli
- Dop. Rionale Magnani, Bologna
- S.S. Parioli, Roma

Calendario girone A
| Prima giornata |                     |             |
| 2 mar. 1941    |                     | 4 mag. 41   |
| 34-32          | Ambrosiana-Giordana | 37-13 (18?) |
| 18-14          | GUF NA-Magnani      | 10-21       |
| 24-8           | Parioli-GUF FI      | 27-21       |

| Quarta giornata |                    |              |
| 23 mar. 1941    |                    | 25 mag. 1941 |
| 26-16           | Giordana-Magnani   | 15-14        |
| 2-0 r.          | GUF NA-GUF FI      | 26-24        |
| 19-15           | Ambrosiana-Parioli | 27-12        |

| Seconda giornata |                   |              |
| 9 mar. 1941      |                   | 11 mag. 1941 |
| 31-30            | Giordana-GUF NA   | -            |
| 33-16            | Ambrosiana-GUF FI | -            |
| 20-10            | Magnani-Parioli   | 22-13        |

| Quinta giornata |                    |             |
| 27 apr. 1941    |                    | 1 giu. 1941 |
| 17-40           | GUF FI-Giordana    | 15-32       |
| 25-23           | Magnani-Ambrosiana | 21-32       |
| 22-25           | Parioli-GUF NA     | 13-37       |

| Terza giornata |                   |              |
| 16 mar. 1941   |                   | 18 mag. 1941 |
| 33-35          | Parioli-Giordana  | 28-30        |
| 12-21          | GUF NA-Ambrosiana | 20-17        |
| 17-46          | GUF FI-Magnani    | 15-35        |

Classifica finale girone A
|  |    | Classifica Serie A Girone A 1940-1941 | Pt | G  | V | P | PtF | PtS |
|  | -- | ------------------------------------- | -- | -- | - | - | --- | --- |
|  | 1. | .                                     | .. | 10 | . | . | ... | ... |
|  | 2. | .                                     | .. | 10 | . | . | ... | ... |
|  | 3. | .                                     | .. | 10 | . | . | ... | ... |
|  | 4. | .                                     | .. | 10 | . | . | ... | ... |
|  | 5. | .                                     | .. | 10 | . | . | ... | ... |
|  | 6. | .                                     | .. | 10 | . | . | ... | ... |

## Girone B
Squadre partecipanti:
- Dop.Aziendale Falck, Sesto San Giovanni (MI)
- S.A.S.-G.U.F. Milano
- Dop.Aziendale Ilva, Trieste
- Dop.Aziendale La Palmaria, Lavagna (GE)
- Dop.Aziendale Saiwa, Genova (GE)

Calendario girone B
| Prima giornata |                |             |
| 2 mar. 1941    |                | 4 mag. 1941 |
| 25-15          | GUF MI-Saiwa   | 24-23       |
| 12-13          | Falck-Palmaria | 14-18       |
|                | Riposa:Ilva    |             |

| Quarta giornata |               |              |
| 23 mar. 1941    |               | 25 mag. 1941 |
| 17-22           | Palmaria-Ilva | -            |
| 21-18           | Falck-Saiwa   | 23-11        |
|                 | Riposa:GUF MI |              |

| Seconda giornata |                 |              |
| 9 mar. 1941      |                 | 11 mag. 1941 |
| 24-22            | GUF MI-Falck    | 17-12        |
| 27-15            | Ilva-Saiwa      | -            |
|                  | Riposa:Palmaria |              |

| Quinta giornata |              |             |
| 1941            |              | 1 giu. 1941 |
|                 | Riposa:Saiwa |             |

| Terza giornata |                |              |
| 16 mar. 1941   |                | 18 mag. 1941 |
| 20-25          | Saiwa-Palmaria | 24-17        |
| 21-22          | GUF MI-Ilva    | -            |
|                | Riposa:Falck   |              |

Classifica finale girone B
|  |    | Classifica Serie A Girone B 1940-1941 | Pt | G | V | P | PtF | PtS |
|  | -- | ------------------------------------- | -- | - | - | - | --- | --- |
|  | 1. | .                                     | .. | 8 | . | . | ... | ... |
|  | 2. | .                                     | .. | 8 | . | . | ... | ... |
|  | 3. | .                                     | .. | 8 | . | . | ... | ... |
|  | 4. | .                                     | .. | 8 | . | . | ... | ... |
|  | 5. | .                                     | .. | 8 | . | . | ... | ... |

## Girone finale
Tutte le partite si disputarono a Napoli tra l'11 e il 13 luglio.
|  |    | Classifica Serie A Finali 1940-1941 | Pt | G | V | P | PtF | PtS |
|  | -- | ----------------------------------- | -- | - | - | - | --- | --- |
|  | 1. | GUF Napoli                          | 5  | 3 | 2 | 1 | ?   | ?   |
|  | 2. | GUF Milano                          | 5  | 3 | 2 | 1 | ?   | ?   |
|  | 3. | Ambrosiana                          | 5  | 3 | 2 | 1 | ?   | ?   |
|  | 4. | Palmaria                            | 3  | 3 | 1 | 2 | ?   | ?   |

Calendario girone finale
| Prima giornata        |              |
|                       | 11 lug. 1941 |
| Ambrosiana-Palmaria   | 32-12        |
| GUF Napoli-GUF Milano | 35-24        |

| Seconda giornata      |              |
|                       | 12 lug. 1941 |
| Palmaria-GUF Milano   | 24-37        |
| GUF Napoli-Ambrosiana | 20-27        |

| Terza giornata    |              |
|                   | 13 lug. 1941 |
| GUF NA-Palmaria   | 26-21        |
| GUF MI-Ambrosiana | 37-28        |

- Da controllare i risultati: il quoziente non torna (secondo Littoriale Napoli 1, GUF Milano 0.969 e Ambrosiana 0.964).

## Verdetti
- Campione d'Italia:  GUF Napoli (per miglior quoziente canestri)

Formazione: Maria Cunsolo, Renata Botta, Carmen Nasti, Faiella, Maria Immacolata De Falco, Rosaria Imparato, Teresa De Falco, Carmelina Cunsolo, Emilia Galluccio, Fasulo.